# Isisaurus colberti
Isisaurus colberti es la única especie conocida del género extinto Isisaurus ("lagarto del Indian Statistical Institute") de dinosaurio saurópodo titanosauriano, que vivió a finales del período Cretácico, hace aproximadamente 70 millones de años, en el Maastrichtiense, en lo que hoy es el subcontinente indio.

## Descripción
Isisaurus medía 18 metros de largo y 15 toneladas de peso, por lo tanto era de un tamaño intermedio comparado con sus parientes. Isisaurus poseía un corto y vertical cuello con largos miembros delanteros, haciéndolo muy diferente de otros saurópodos.
Hay dos tipos de cráneos de saurópodos cretáceos indios. Con el cráneo ancho y plano de Jainosaurus, se contrasta el cráneo sólido y compacto de Isisaurus. Estos tipos también distinguen el ángulo en el que el hueso occipital se desvía de su cóndilo, que en el caso del cráneo de Dongargaon es de 120 °, siendo un cráneo de Isisaurus, que se asemeja a un cráneo perteneciente a los Diplodocidae Diplodocus y Apatosaurus . Logra un valor similar entre el ángulo del cóndilo, el cráneo de Isisaurus con un axis extendido y la bóveda de cráneo en el caso de un hallazgo paquistaní. Sin embargo, debe recordarse que estas medidas se refieren a ángulos definidos de manera diferente, así como que la flexión descrita en los titanosaurianos descrito y los diplodócidos mencionados se logran debido a distintas modificaciones óseas.
González Riga, habiendo descubierto las numerosas diferencias entre Mendozasaurus neguyelap y otros titanosaurianos, también da algunas similitudes entre estos huesos de Mendozasaurus e Isisaurus. Menciona, entre otros, los centros vertebrales cortos y los apófisis espinosas largos cuya relación de longitud es menor que en todos los demás Titanosauria. Se encontraron cámaras de aire en los cuerpos. Los procesos mencionados son perpendiculares al eje del cuerpo, de manera similar al Puertasaurus reuili o Mendozasaurus neguyelap. Tanto en el último como en Futalognkosaurus dukei, la cavidad sobre la superficie articular superior del proceso transversales profundo, hay una lámina intraprezigapofisial, de manera similar a la placa prezigapofisial adecuada, en Mendozasaurus es más limitada. El contorno de las superficies articulares de las vértebras caudales adquiere una forma semicircular, como en el caso de Mendozasaurus y Lirainosaurus. Al igual que en Alamosaurus y Mendozasaurus, el eje también está redondeado.
El contorno de las superficies articulares de las vértebras caudales adquiere una forma semicircular, como en el caso de Mendozasaurus y Lirainosaurus. Al igual que el Alamosaurus y Mendozasaurus, el axis también está redondeado. Isisaurus se distingue por una protuberancia cónica en el eje anterior-posterior del axis. El sacro consta de seis vértebras conectadas por anquilosis circulares, como en Saltasaurus, Opisthocoelicaudia o Neuquensaurus. En la superficie ventral de las vértebras de la columna, se encontraron recesos longitudinales. En el caso de las vértebras caudales proximales y medias, los procesos espinosos altos y presigagapofises son más cortos que en Baurutitan, un nuevo tipo descrito por los especialistas que hacen esta comparación. También notan la apófisis posteriores redondeados de las vértebras, diferente del tipo cuadrado que han establecido, así como la cola proximal ventral poco desarrollada en Isisaurus para los cheurones, sin embargo, las superficies articulares para la conexión con ellos estaban bien desarrolladas. Las vértebras de la última sección de la columna vertebral produjeron facetas frontales y traseras para los cheurones. Los cheurones delanteros, más grandes en la dirección antero-posterior, contenían un canal que se extendía a la meseta que a la mitad del hueso en el que se encontraban los vasos sanguíneos, y que estaba rodeado por un arco redondeado de las vértebras. Tanto su profundidad como la superficie ventral convexa de los tallos contrastaron con las características correspondientes de Baurutitan. Los procesos transversales, ubicados en el centro de la vértebra, teniendo en cuenta la dirección antero-posterior, se estiran en la dirección lateral, que recuerdan a los incluidos en la primera vértebra caudal.
Isisaurus también se caracteriza por costillas cervicales cortas, la costilla no llega a tocar a la siguiente. Costillas similares se encuentran en Mendozasaurus. Los isquiones son típicos de los titanosaurianos, con un pequeño proceso posterior y una placa ancha que se conecta proximalmente al hueso púbico. Una escápula completa mide 108 centímetros de largo y un ancho de 29 a 60 centímetros. Además del tamaño de la articulación del hombro, mucho más delgada, se distingue por la falta de un peine longitudinal en la parte dorsal. Los húmeros de los dos tipos de titanosaurianos indios alcanzan tamaños similares. En Isisaurus mide 148 centímetros, que es 14 centímetros más que en el género simpátrico, pero el fragmento distal del hueso no ha sobrevivido y la duración de la vida podría haber sido la misma. Se puede distinguir el húmero deIsisaurus en el extremo proximal más estrecho, así como la cresta pectoral y del hombro que se acerca a este extremo, que también se ve un poco diferente que en Jainosaurus. El cúbito es delgado, con una sección transversal de tres puntos. Sin embargo, se tiene en cuenta la mala conservación del húmero proximal. Aún no se han descubierto restos del miembro posterior de Isisaurus.

## Descubrimiento e investigación
El ejemplar tipo de Isisaurus colberti, ISI R 335 / 1-65, fue originalmente descrito y nombrado como Titanosaurus colberti por Sohan Lal Jain y Saswati Bandyopadhyay en 1997, el nombre específico que honra a Edwin Harris Colbert, pero fue colocado en su propio género, por Wilson y Upchurch, en 2003.
Isisaurus es conocido por restos mucho mejores que la mayoría de los titanosaurianos. La mayor parte de su esqueleto postcraneal es conocido. El material esquelético que Jain y Bandyopadhyay encontraron entre 1984 y 1986 estaba "en condición asociada y mayormente articulado". Incluía vértebras cervicales, dorsales, sacras y caudales, costillas, pelvis, escápula, coracoides, miembro anterior izquierdo y otros huesos, aunque faltaban huesos de cráneo, miembros posteriores y pies. La localidad del sitio es la Colina Dongargaon, que se encuentra en una arcillosa de cresta de grietas del  Maastrichtiense en la Formación Lameta de la India. Esta colina, cuyas coordenadas son 20.212318N, 79.090709E, se encuentra cerca de Warora, en el distrito de Chandrapur, Maharashtra.

## Clasificación
En 2001, Isisaurus se colocó dentro de la familia Titanosauridae, describiéndolo con el nombre genérico Titanosaurus. El árbol de Wilson de 2002 muestra a Isisaurus como un grupo hermano de los Saltasauridae. Los trabajos de Calvo y González Riga y el trabajo independiente de este último, ambos de 2004, que difieren en los tipos considerados, solo el primero tiene en cuenta a Rinconsaurus , el segundo a Mendozasaurus y Rocasaurus, reconocen a Isisaurus como más avanzado que Malawisaurus y Andesaurus, para más primitivos de Lirainosaurus y los saltasáuridos avanzados superiores a este. Los autores de la descripción de Maxakalisaurus de 2006 lo consideran más avanzado que Isisaurus. Por otro lado, Zaher y colegas en 2011 los describen como  miembros de trabajar radiación avanzados tipos titanosauriano Isisaurus y Diamantisaurus fuera saltazaurów familias y nemegtozaurów , describiéndolos como estrechamente relacionados. Colocado en su filogenia  que muestra neosauropodos muestran a Diamantinasaurus como saltasáuridos más cerca una combinación externa con esos grupos de Isisaurus. Ambos especialistas, junto con Nemegtosaurus son reconocidos por los especialistas como los tres taxones con menor respaldo dentro de Lithostrotia, observando que los lugares asignados a ellos dentro de este clado no son seguros, y estos tipos también podrían estar en otro lugar dentro de él, por ejemplo, como tipos basales.

### Filogenia
Revisión de los árboles de Titanosauria de Wilson, 2006, se seleccionaron algunos árboles que incluyen Isisaurus.
Árbol de Curry Rogers, 2001, que ubica a Isisaura como "Titanosaurus" dentro de la familia de los titanosaurios, fragmento

|  | Alamosaurus        |
|  |                    |
|  | Titanosaurus       |
|  |                    |
|  | Opisthocoelicaudia |
|  |                    |

|               | Magyarosaurus, Malawisaurus, Nemegtosaurus, Rapetosaurus |
|               |                                                          |
| Saltasauridae | Rocasaurus, Neuquensaurus, Saltasaurus                   |
|               | Rocasaurus, Neuquensaurus, Saltasaurus                   |

|  | Alamosaurus        |
|  |                    |
|  | Titanosaurus       |
|  |                    |
|  | Opisthocoelicaudia |
|  |                    |

|               | Magyarosaurus, Malawisaurus, Nemegtosaurus, Rapetosaurus |
|               |                                                          |
| Saltasauridae | Rocasaurus, Neuquensaurus, Saltasaurus                   |
|               | Rocasaurus, Neuquensaurus, Saltasaurus                   |

Árbol de Wilson, 2002.

|  | Nemegtosaurus |
|  |               |
|  | Rapetosaurus  |
|  |               |

|                       | Isisaurus |
|                       | |
| Saltasauridae         | \| Opisthocoelicaudiinae \| Opisthocoelicaudia, Alamosaurus \| \| \| Opisthocoelicaudia, Alamosaurus \| \| Saltasaurinae \| Neuquensaurus, Saltasaurus \| \| \| Neuquensaurus, Saltasaurus \| |
|                       | \| Opisthocoelicaudiinae \| Opisthocoelicaudia, Alamosaurus \| \| \| Opisthocoelicaudia, Alamosaurus \| \| Saltasaurinae \| Neuquensaurus, Saltasaurus \| \| \| Neuquensaurus, Saltasaurus \| |
| Opisthocoelicaudiinae | Opisthocoelicaudia, Alamosaurus |
|                       | Opisthocoelicaudia, Alamosaurus |
| Saltasaurinae         | Neuquensaurus, Saltasaurus |
|                       | Neuquensaurus, Saltasaurus |

| Opisthocoelicaudiinae | Opisthocoelicaudia, Alamosaurus |
|                       | Opisthocoelicaudia, Alamosaurus |
| Saltasaurinae         | Neuquensaurus, Saltasaurus      |
|                       | Neuquensaurus, Saltasaurus      |

|  | Nemegtosaurus |
|  |               |
|  | Rapetosaurus  |
|  |               |

|                       | Isisaurus |
|                       | |
| Saltasauridae         | \| Opisthocoelicaudiinae \| Opisthocoelicaudia, Alamosaurus \| \| \| Opisthocoelicaudia, Alamosaurus \| \| Saltasaurinae \| Neuquensaurus, Saltasaurus \| \| \| Neuquensaurus, Saltasaurus \| |
|                       | \| Opisthocoelicaudiinae \| Opisthocoelicaudia, Alamosaurus \| \| \| Opisthocoelicaudia, Alamosaurus \| \| Saltasaurinae \| Neuquensaurus, Saltasaurus \| \| \| Neuquensaurus, Saltasaurus \| |
| Opisthocoelicaudiinae | Opisthocoelicaudia, Alamosaurus |
|                       | Opisthocoelicaudia, Alamosaurus |
| Saltasaurinae         | Neuquensaurus, Saltasaurus |
|                       | Neuquensaurus, Saltasaurus |

| Opisthocoelicaudiinae | Opisthocoelicaudia, Alamosaurus |
|                       | Opisthocoelicaudia, Alamosaurus |
| Saltasaurinae         | Neuquensaurus, Saltasaurus      |
|                       | Neuquensaurus, Saltasaurus      |

Árbol de Calvo y González Riga, 2004.

|  | Opisthocoelicaudia                                                         |
|  |                                                                            |
|  | \| \| Alamosaurus \| \| \| \| \| \| Neuquensaurus, Saltasaurus \| \| \| \| |
|  |                                                                            |
|  | Alamosaurus                                                                |
|  |                                                                            |
|  | Neuquensaurus, Saltasaurus                                                 |
|  |                                                                            |

|  | Alamosaurus                |
|  |                            |
|  | Neuquensaurus, Saltasaurus |
|  |                            |

|  | Opisthocoelicaudia                                                         |
|  |                                                                            |
|  | \| \| Alamosaurus \| \| \| \| \| \| Neuquensaurus, Saltasaurus \| \| \| \| |
|  |                                                                            |
|  | Alamosaurus                                                                |
|  |                                                                            |
|  | Neuquensaurus, Saltasaurus                                                 |
|  |                                                                            |

|  | Alamosaurus                |
|  |                            |
|  | Neuquensaurus, Saltasaurus |
|  |                            |

|  | Opisthocoelicaudia                                                         |
|  |                                                                            |
|  | \| \| Alamosaurus \| \| \| \| \| \| Neuquensaurus, Saltasaurus \| \| \| \| |
|  |                                                                            |
|  | Alamosaurus                                                                |
|  |                                                                            |
|  | Neuquensaurus, Saltasaurus                                                 |
|  |                                                                            |

|  | Alamosaurus                |
|  |                            |
|  | Neuquensaurus, Saltasaurus |
|  |                            |

|  | Opisthocoelicaudia                                                         |
|  |                                                                            |
|  | \| \| Alamosaurus \| \| \| \| \| \| Neuquensaurus, Saltasaurus \| \| \| \| |
|  |                                                                            |
|  | Alamosaurus                                                                |
|  |                                                                            |
|  | Neuquensaurus, Saltasaurus                                                 |
|  |                                                                            |

|  | Alamosaurus                |
|  |                            |
|  | Neuquensaurus, Saltasaurus |
|  |                            |

|  | Opisthocoelicaudia                                                         |
|  |                                                                            |
|  | \| \| Alamosaurus \| \| \| \| \| \| Neuquensaurus, Saltasaurus \| \| \| \| |
|  |                                                                            |
|  | Alamosaurus                                                                |
|  |                                                                            |
|  | Neuquensaurus, Saltasaurus                                                 |
|  |                                                                            |

|  | Alamosaurus                |
|  |                            |
|  | Neuquensaurus, Saltasaurus |
|  |                            |

|  | Opisthocoelicaudia                                                         |
|  |                                                                            |
|  | \| \| Alamosaurus \| \| \| \| \| \| Neuquensaurus, Saltasaurus \| \| \| \| |
|  |                                                                            |
|  | Alamosaurus                                                                |
|  |                                                                            |
|  | Neuquensaurus, Saltasaurus                                                 |
|  |                                                                            |

|  | Alamosaurus                |
|  |                            |
|  | Neuquensaurus, Saltasaurus |
|  |                            |

|  | Opisthocoelicaudia                                                         |
|  |                                                                            |
|  | \| \| Alamosaurus \| \| \| \| \| \| Neuquensaurus, Saltasaurus \| \| \| \| |
|  |                                                                            |
|  | Alamosaurus                                                                |
|  |                                                                            |
|  | Neuquensaurus, Saltasaurus                                                 |
|  |                                                                            |

|  | Alamosaurus                |
|  |                            |
|  | Neuquensaurus, Saltasaurus |
|  |                            |

|  | Opisthocoelicaudia                                                         |
|  |                                                                            |
|  | \| \| Alamosaurus \| \| \| \| \| \| Neuquensaurus, Saltasaurus \| \| \| \| |
|  |                                                                            |
|  | Alamosaurus                                                                |
|  |                                                                            |
|  | Neuquensaurus, Saltasaurus                                                 |
|  |                                                                            |

|  | Alamosaurus                |
|  |                            |
|  | Neuquensaurus, Saltasaurus |
|  |                            |

|  | Opisthocoelicaudia                                                         |
|  |                                                                            |
|  | \| \| Alamosaurus \| \| \| \| \| \| Neuquensaurus, Saltasaurus \| \| \| \| |
|  |                                                                            |
|  | Alamosaurus                                                                |
|  |                                                                            |
|  | Neuquensaurus, Saltasaurus                                                 |
|  |                                                                            |

|  | Alamosaurus                |
|  |                            |
|  | Neuquensaurus, Saltasaurus |
|  |                            |

|  | Opisthocoelicaudia                                                         |
|  |                                                                            |
|  | \| \| Alamosaurus \| \| \| \| \| \| Neuquensaurus, Saltasaurus \| \| \| \| |
|  |                                                                            |
|  | Alamosaurus                                                                |
|  |                                                                            |
|  | Neuquensaurus, Saltasaurus                                                 |
|  |                                                                            |

|  | Alamosaurus                |
|  |                            |
|  | Neuquensaurus, Saltasaurus |
|  |                            |

|  | Opisthocoelicaudia                                                         |
|  |                                                                            |
|  | \| \| Alamosaurus \| \| \| \| \| \| Neuquensaurus, Saltasaurus \| \| \| \| |
|  |                                                                            |
|  | Alamosaurus                                                                |
|  |                                                                            |
|  | Neuquensaurus, Saltasaurus                                                 |
|  |                                                                            |

|  | Alamosaurus                |
|  |                            |
|  | Neuquensaurus, Saltasaurus |
|  |                            |

|  | Opisthocoelicaudia                                                         |
|  |                                                                            |
|  | \| \| Alamosaurus \| \| \| \| \| \| Neuquensaurus, Saltasaurus \| \| \| \| |
|  |                                                                            |
|  | Alamosaurus                                                                |
|  |                                                                            |
|  | Neuquensaurus, Saltasaurus                                                 |
|  |                                                                            |

|  | Alamosaurus                |
|  |                            |
|  | Neuquensaurus, Saltasaurus |
|  |                            |

|  | Opisthocoelicaudia                                                         |
|  |                                                                            |
|  | \| \| Alamosaurus \| \| \| \| \| \| Neuquensaurus, Saltasaurus \| \| \| \| |
|  |                                                                            |
|  | Alamosaurus                                                                |
|  |                                                                            |
|  | Neuquensaurus, Saltasaurus                                                 |
|  |                                                                            |

|  | Alamosaurus                |
|  |                            |
|  | Neuquensaurus, Saltasaurus |
|  |                            |

|  | Opisthocoelicaudia                                                         |
|  |                                                                            |
|  | \| \| Alamosaurus \| \| \| \| \| \| Neuquensaurus, Saltasaurus \| \| \| \| |
|  |                                                                            |
|  | Alamosaurus                                                                |
|  |                                                                            |
|  | Neuquensaurus, Saltasaurus                                                 |
|  |                                                                            |

|  | Alamosaurus                |
|  |                            |
|  | Neuquensaurus, Saltasaurus |
|  |                            |

|  | Opisthocoelicaudia                                                         |
|  |                                                                            |
|  | \| \| Alamosaurus \| \| \| \| \| \| Neuquensaurus, Saltasaurus \| \| \| \| |
|  |                                                                            |
|  | Alamosaurus                                                                |
|  |                                                                            |
|  | Neuquensaurus, Saltasaurus                                                 |
|  |                                                                            |

|  | Alamosaurus                |
|  |                            |
|  | Neuquensaurus, Saltasaurus |
|  |                            |

|  | Opisthocoelicaudia                                                         |
|  |                                                                            |
|  | \| \| Alamosaurus \| \| \| \| \| \| Neuquensaurus, Saltasaurus \| \| \| \| |
|  |                                                                            |
|  | Alamosaurus                                                                |
|  |                                                                            |
|  | Neuquensaurus, Saltasaurus                                                 |
|  |                                                                            |

|  | Alamosaurus                |
|  |                            |
|  | Neuquensaurus, Saltasaurus |
|  |                            |

Árbol presentado en el trabajo que describe Tapuiasaurus , Zaher et al., 2011.
```

```

| Nemegtosauridae | Nemegtosaurus, Tapuiasaurus, Rapetosaurus                                     |
|                 | Nemegtosaurus, Tapuiasaurus, Rapetosaurus                                     |
|                 | \| \| Isisaurus \| \| \| \| \| \| Diamantinasaurus, Saltasauridae \| \| \| \| |
|                 |                                                                               |
|                 | Isisaurus                                                                     |
|                 |                                                                               |
|                 | Diamantinasaurus, Saltasauridae                                               |
|                 |                                                                               |

|  | Isisaurus                       |
|  |                                 |
|  | Diamantinasaurus, Saltasauridae |
|  |                                 |

| Nemegtosauridae | Nemegtosaurus, Tapuiasaurus, Rapetosaurus                                     |
|                 | Nemegtosaurus, Tapuiasaurus, Rapetosaurus                                     |
|                 | \| \| Isisaurus \| \| \| \| \| \| Diamantinasaurus, Saltasauridae \| \| \| \| |
|                 |                                                                               |
|                 | Isisaurus                                                                     |
|                 |                                                                               |
|                 | Diamantinasaurus, Saltasauridae                                               |
|                 |                                                                               |

|  | Isisaurus                       |
|  |                                 |
|  | Diamantinasaurus, Saltasauridae |
|  |                                 |

## Paleoecología
El animal vivió en el territorio de la actual India al final del período del Cretácico, en el Maastrichtiano, último etapa del período. En esta área, se han encontrado numerosos restos de dinosaurios cretáceos, lo que permite asignarlos a más de 15 especies, pero solo en el caso de Isisaurus se encontró un esqueleto relativamente completo. Todos los saurópodos indios pertenecen a los titanosaurianos . El trabajo de Khosla de 2003, aparte de I. colberti, enumera 4 tipos, Titanosaurus indicus, Titanosaurus balnfordi, Titanosaurus rahiolensis y Jainosaurus septentrionalis. Sin embargo, en 2009, Wilson y sus colegas informaron solo dos tipos, Isisaurus  y su pariente lejano, Jainosaurus. Ambos son conocidos tanto por el cráneo como por el esqueleto postcraneal que proviene de numerosos lugares. Estos tipos ocurrieron conjuntamente en las áreas que constituyen la India central y occidental de hoy, e Isisaurus estaba habitada por el Pakistán occidental actual. En Dongargaon , en el centro de la India, se encontraron lun cráneo y un esqueleto incompleto de Isisaurus El primer hallazgo, descrito en 1982, fue marcado como ISI R199. El segundo fue encontrado en la misma cantera, pero casi 20 años después, y descrito 15 años después.
La formación Lameta, derpositada en el maastrichtiense en la India central y occidental de hoy, incluye varios grupos asociados con las trampas del deccan. Incluye los lechos de Jabalpur-Mandla y Nand-Dongargaon. En Jabalpur, se depositaron ríos, pantanos y depósitos relacionados causados por precipitaciones rápidas y fuertes, después de lo cual el agua corrió por la pendiente, en este último los depósitos de aluvión y piedra caliza fueron similares, mostrando un clima bastante seco con un gran estacionalidad.
En estas áreas se recuperó fósiles de dinosaurios, aunque solamente los esqueletos de Isisaurus y el abelisáurido Rajasaurus narmadensis estaban asociados, lagartijas , serpientes, tortugas , pequeños mamíferos y peces . Entre los invertebrados se encuentran los caracoles , los bivalvos y los ostrácodos, este último completamente diferente en las cuencas mencionadas anteriormente. También se encuentran restos de diatomeas, al menos tres especies pertenecientes al género Aulacoseira, así como dinoflagelados. La flora de la formación, en la que para su conocimiento fue ayudada por numerosos coprolitos, consistía en varias angiospermas, tanto monocotiledóneas como dicotiledóneas, gimnospermas como araucaias, helechos y carales.
Debido a las pruebas de escrementos de titanosaurus fosilizados, se sabe que roían las plantas de los tejidos blandos, evitando los alimentos duros. En los coprolitos del grupo A con la formación de oropel atribuirse Isisaurus se conocén hongos que viven en plantas, Colletotrichum, Erysiphe, Uncinula y Glomus. Los tres primeros pertenecían a los parásitos de plantas, y su presencia en las heces indica que el saurópodo consumía hojas. Sobre esta base, se extraen conclusiones de que estas áreas estaban dominadas por el clima tropical o subtropical. A su vez, el último hongo pertenece a los organismos involucrados en las micorrizas. Se sospecha que penetró en las heces después de ser expulsado por un animal.